# Eli Crane
Elijah Crane (Tucson; 3 de enero de 1980) es un político y empresario estadounidense, representante de los Estados Unidos por el 2.º distrito congresional de Arizona después de ser elegido en las elecciones de 2022. Sirvió anteriormente en los SEAL de la Marina de los Estados Unidos y cofundó Bottle Breacher, una empresa que fabrica abrebotellas hechos con casquillos de calibre 50. Derrotó al demócrata titular Tom O'Halleran.

## Biografía

### Primeros años
Nació en Tucson, Arizona, y creció en Yuma.

### Carrera
Sirvió en Armada de los Estados Unidos de 2001 a 2014. Durante su carrera, fue miembro de los SEAL y fue reclutado cinco veces. Después de dejar la Armada, cofundó Bottle Breacher, una empresa que fabrica abrebotellas hechos con casquillos de calibre 50. Crane y su esposa lanzaron el producto en un episodio de Shark Tank y recibieron inversiones de Kevin O'Leary y Mark Cuban. Durante su campaña de 2022 para 2.º distrito congresional de Arizona, Donald Trump lo respaldó. Ganó las primarias republicanas en agosto de 2022, derrotando al representante estatal Walter Blackman.